# Elfeledve
Az Elfeledve egy amerikai televíziós sorozat, amely Magyarországon 2017. szeptember 26-án 21:55 órakor került adásba az AXN csatornán. Főszereplői: Stana Katić, Patrick Heusinger, Cara Theobold, Neil Jackson és Angel Bonnani.

## Történet
|  | Alább a cselekmény részletei következnek! |

Emily Byrne FBI-ügynökre hat évvel eltűnése után egy erdei faházban találnak rá. Emily-t eltűnése után halottá nyilvánították. Férje, Nick újraházasodott. Fia pedig mostohaanyját, Alice-t tekinti édesanyjának.
|  | Itt a vége a cselekmény részletezésének! |

## Szereplők

### Főszereplők
| Szerep                     | Megjegyzés                                               | Színész               | Magyar hang (1. szinkron)                         |
| -------------------------- | -------------------------------------------------------- | --------------------- | ------------------------------------------------- |
| Emily Byrne                | FBI-ügynök, Nick 1. felesége, Flynn édesanyja            | Stana Katić           | Kisfalvi Krisztina                                |
| Nick Durand                | FBI-ügynök                                               | Patrick Heusinger     | Széles Tamás                                      |
| Alice Durand               | Nick 2. felesége                                         | Cara Theobold         | Balsai Móni (1. évad) Kis-Kovács Luca (2–3. évad) |
| Jack Byrne                 | Emily öccse                                              | Neil Jackson          | Rajkai Zoltán (1. évad) Horváth Illés (2–3. évad) |
| Tommy Gibbs                | nyomozó                                                  | Angel Bonnani         | Csőre Gábor                                       |
| Dr. Daniel Vega            | pszichiáter                                              | Bruono Bichir         | Jakab Csaba                                       |
| Warren Byrne               | Emily édesapja                                           | Paul Freeman          | Szersén Gyula                                     |
| Adam Radford               | FBI-ügynök                                               | Ralph Ineson          | Végh Péter                                        |
| Flynn Durand               | Emily és Nick fia                                        | Patrick McAuley       | Berecz Kristóf Uwe                                |
| Logan Brandt/Laurie Colson | újságírónő, emberrabló és gyilkos                        | Lydia Leonard         | Sallai Nóra                                       |
| Conrad Harlow              | sorozatgyilkos                                           | Richard Brake         | Pusztaszeri Kornél                                |
| Derek Crown                | FBI-ügynök                                               | Christopher Colquhoun | Rába Roland                                       |
| Cal Isaac                  | egykori SEAL-kommandós, később FBI-ügynök, Emily barátja | Matthew Le Nevez      |                                                   |
| Julianne Gunnarsen         | FBI-különleges ügynök                                    | Natasha Little        | Ruttkay Laura                                     |
| Dr. Semo Oduwale           | pszichiáter, Flynn terapeutája, Alice mentora            | Hugh Quarshie         | Varga Rókus                                       |
| Colin Dawkins              | bérgyilkos, aki a Meridián-bűnszervezetnek dolgozik      | Geoff Bell            |                                                   |
| Rowena Kincade             | Emily egykori kiképzője az FBI-nál                       | Josette Simon         |                                                   |
| Armstrong                  | Cal egykori parancsnoka Afganisztánban                   | Ross O'Hennessy       |                                                   |

### Vendég- és mellékszereplők
| Szerep | Megjegyzés  | Színész             | Magyar hang   |
| ------ | ----------- | ------------------- | ------------- |
| Crown  | FBI-ügynök  | Amber Aga           |               |
| Violet | prostituált | Borislava Stratieva |               |
| Bíró   |             | Velizar Binev       | Kertész Péter |

## Epizódok
| Évad | Évad | Részek száma | Részek száma | Eredeti sugárzás     | Eredeti sugárzás   | Eredeti adó | Magyar sugárzás      | Magyar sugárzás    | Magyar adó |
| Évad | Évad | Részek száma | Részek száma | Évadbemutató         | Évadzáró           | Eredeti adó | Évadbemutató         | Évadzáró           | Magyar adó |
| ---- | ---- | ------------ | ------------ | -------------------- | ------------------ | ----------- | -------------------- | ------------------ | ---------- |
|      | 1.   | 10           | 10           | 2017. szeptember 25. | 2017. november 20. | AXN         | 2017. szeptember 26. | 2017. november 28. | AXN        |
|      | 2.   | 10           | 10           | 2019. március 26.    | 2019. május 28.    | AXN         | 2019. április 9.     | 2019. június 11.   | AXN        |
|      | 3.   | 10           | 10           | 2020. július 17.     | 2020. július 17.   | Prime Video | 2020. augusztus 28.  | 2020. november 6.  | AXN        |